# Université de Toledo
L’université de Toledo (en anglais : University of Toledo) est une université publique américaine fondée en 1872, installé dans la ville de Toledo dans l'Ohio. Dans les années 2000, elle accueille plus de 22 000 étudiants.

## Histoire

### XIXe siècle
L'université de Tolède voit le jour en 1872 en tant qu'école privée d'arts et de métiers, proposant des matières telles que la peinture et le dessin d'architecture. Jesup Wakeman Scott, rédacteur en chef d'un journal local, publie en 1868 une brochure intitulée "Toledo : Future Great City of the World". Il pensait que le centre du commerce mondial se déplaçait vers l'ouest et qu'il serait situé à Tolède d'ici à 1900. Pour se préparer à une telle croissance de l'industrie et du commerce, Scott fait don de 64,7 hectares de terrain comme dotation pour une université. L'Université des arts et métiers de Toledo est constituée en société le 12 octobre 1872. La mission initiale de l'université est de "fournir aux artistes et aux artisans les meilleures installations pour une haute culture dans leurs professions". Scott décédé en 1874, un an avant l'ouverture de l'université dans une ancienne église du centre-ville de Toledo.
À la fin des années 1870, l'école connaît des difficultés financières et ferme ses portes en 1878. Le 8 janvier 1884, les actifs de l'école deviennent la propriété de la ville de Tolède. L'école rouvre ses portes sous le contrôle de la ville sous le nom de Toledo Manual Training School. Elle propose un programme de trois ans aux élèves âgés d'au moins 13 ans, qui reçoivent à la fois des cours théoriques et une formation manuelle aux métiers.